# Lingua squamish

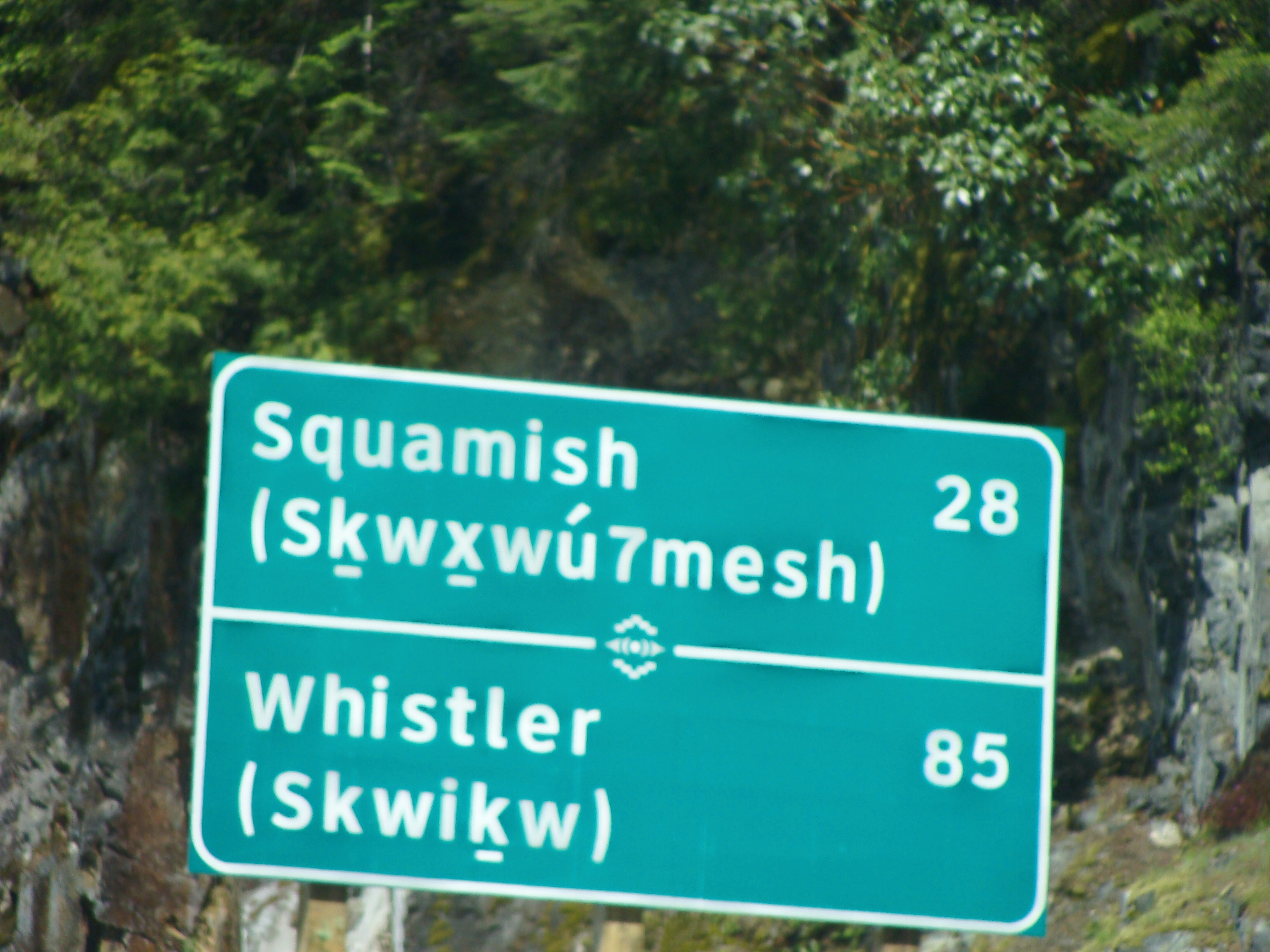
Cartello stradale bilingue inglese-squamish

La lingua squamish è una lingua salish della costa parlata in Canada, nella provincia della Columbia Britannica.

## Distribuzione geografica
La lingua squamish è parlata dal popolo Squamish a sud-ovest della Columbia Britannica in Canada, nelle comunità a Squamish, North Vancouver e West Vancouver.
Al censimento canadese del 2011 risultavano 70 locutori di squamish.

## Storia
Un altro nome della lingua in passato era "sko-ko-mish" da non confondere con il popolo Skokomish dello stato di Washington.
Lo squamish è correlato alle lingue sháshíshálh, halkomelem, e nooksack.
I primi studi sulla lingua squamish risalgono agli anni 80 del XIX secolo. 
La prima raccolta di parole fu completata dall'antropologo tedesco Franz Boas.
Nel decennio seguente un altro antropologo, Charles Hill-Tout, raccolse altre parole, frasi, e racconti.
Negli anni '50 del novecento il linguista Aert J. Kuipers lavorò alla prima grammatica della lingua squamish.

## Grammatica
La tipologia linguistica è Verbo Soggetto Oggetto.

## Sistema di scrittura
Nell'ortografia squamish, il simbolo 7 è usato per il colpo di glottide, /ʔ/.